# Liste der Mitglieder im 14. Inatsisartut
Das 14. Inatsisartut ist seit der Parlamentswahl in Grönland 2021 im Amt.

## Aufbau
- IA: 12
- S: 10
- N: 4
- D: 3
- A: 2

- IA: 11
- S: 10
- N: 5
- D: 3
- A: 2

| Partei | Partei            | Abgeordnete zu Beginn der Legislaturperiode | Abgeordnete zum Ende der Legislaturperiode | Abgänge                                                    | Zugänge                                                 |
| ------ | ----------------- | ------------------------------------------- | ------------------------------------------ | ---------------------------------------------------------- | ------------------------------------------------------- |
|        | Inuit Ataqatigiit | 12                                          | 11                                         | Sofia Geisler Stine Egede Hans Aronsen Asii Chemnitz Narup | Mikivsuk Thomassen Hans Aronsen Pipaluk Lynge-Rasmussen |
|        | Siumut            | 10                                          | 10                                         | Qarsoq Høegh-Dam Aslak Wilhelm Jensen                      | Karl Tobiassen Hans Peter Poulsen                       |
|        | Naleraq           | 4                                           | 5                                          | Emanuel Nûko                                               | Knud Mathiassen Mette Ârĸê-Hammeken                     |
|        | Demokraatit       | 3                                           | 3                                          | keine                                                      | keine                                                   |
|        | Atassut           | 2                                           | 2                                          | Siverth K. Heilmann                                        | Bentiaraq Ottosen                                       |
|        | fraktionslos      | 0                                           | 0                                          | Knud Mathiassen (noch als Suppleant)                       | Knud Mathiassen (noch als Suppleant)                    |
| Gesamt | Gesamt            | 31                                          | 31                                         |                                                            |                                                         |

## Parlamentspräsidium
|                     | 23. April 2021 – 24. September 2021                                                      | 24. September 2021 – 24. November 2021                                                   | 24. November 2021 – 6. April 2022                                                           | 6. April 2022 – 28. September 2022                                                            | 28. September 2022 – 4. Mai 2023                                                        | 4. Mai 2023 – 27. September 2023                                                        | 27. September 2023 – 2. Mai 2024                                                    | 2. Mai 2024 – 25. September 2024                                                    | 25. September 2024 – 11. März 2025                                                   |
| ------------------- | ---------------------------------------------------------------------------------------- | ---------------------------------------------------------------------------------------- | ------------------------------------------------------------------------------------------- | --------------------------------------------------------------------------------------------- | --------------------------------------------------------------------------------------- | --------------------------------------------------------------------------------------- | ----------------------------------------------------------------------------------- | ----------------------------------------------------------------------------------- | ------------------------------------------------------------------------------------ |
| Vorsitzender        | Hans Enoksen (Naleraq) Suppleant: Jens Napaattooq (Naleraq)                              | Hans Enoksen (Naleraq) Suppleant: Emanuel Nûko (Naleraq)                                 | Hans Enoksen (Naleraq) Suppleant: Emanuel Nûko (Naleraq)                                    | Kim Kielsen (Siumut) Suppleant: Doris J. Jensen (Siumut)                                      | Kim Kielsen (Siumut) Suppleant: Doris J. Jensen (Siumut)                                | Kim Kielsen (Siumut) Suppleant: Doris J. Jensen (Siumut)                                | Mimi Karlsen (Inuit Ataqatigiit) Suppleant: Asii Chemnitz Narup (Inuit Ataqatigiit) | Mimi Karlsen (Inuit Ataqatigiit) Suppleant: Asii Chemnitz Narup (Inuit Ataqatigiit) | Mimi Karlsen (Inuit Ataqatigiit) Suppleant: Kristian Jeremiassen (Inuit Ataqatigiit) |
| 1. Vizevorsitzender | Kim Kielsen (Siumut) Suppleant: Erik Jensen (Siumut)                                     | Jess Svane (Siumut) Suppleant: Vivian Motzfeldt (Siumut)                                 | Jess Svane (Siumut) Suppleant: Vivian Motzfeldt (Siumut)                                    | Kristian Jeremiassen (Inuit Ataqatigiit) Suppleant: Agathe Fontain (Inuit Ataqatigiit)        | Kristian Jeremiassen (Inuit Ataqatigiit) Suppleant: Knud Mathiassen (Inuit Ataqatigiit) | Kristian Jeremiassen (Inuit Ataqatigiit) Suppleant: Mariia Simonsen (Inuit Ataqatigiit) | Anders Olsen (Siumut) Suppleant: Jens Kristian Therkelsen (Siumut)                  | Anders Olsen (Siumut) Suppleant: Jens Kristian Therkelsen (Siumut)                  | Anders Olsen (Siumut) Suppleant: Jens Kristian Therkelsen (Siumut)                   |
| 2. Vizevorsitzender | Kristian Jeremiassen (Inuit Ataqatigiit) Suppleant: Mariane Paviasen (Inuit Ataqatigiit) | Kristian Jeremiassen (Inuit Ataqatigiit) Suppleant: Mariane Paviasen (Inuit Ataqatigiit) | Kristian Jeremiassen (Inuit Ataqatigiit) Suppleant: Asii Chemnitz Narup (Inuit Ataqatigiit) | Anders Olsen Suppleant: Lars Poulsen (Siumut)                                                 | Anders Olsen Suppleant: Lars Poulsen (Siumut)                                           | Anders Olsen Suppleant: Lars Poulsen (Siumut)                                           | Peter Olsen (Inuit Ataqatigiit) Suppleant: Mikivsuk Thomassen (Inuit Ataqatigiit)   | Peter Olsen (Inuit Ataqatigiit) Suppleant: Mikivsuk Thomassen (Inuit Ataqatigiit)   | Peter Olsen (Inuit Ataqatigiit) Suppleant: Mikivsuk Thomassen (Inuit Ataqatigiit)    |
| 3. Vizevorsitzender | Jess Svane (Siumut) Suppleant: Vivian Motzfeldt (Siumut)                                 | Nikkulaat Jeremiassen (Siumut) Suppleant: Erik Jensen (Siumut)                           | Aqqalu Jerimiassen (Atassut) Suppleant: Nivi Olsen (Demokraatit)                            | Pipaluk Lynge-Rasmussen (Inuit Ataqatigiit) Suppleant: Mikivsuk Thomassen (Inuit Ataqatigiit) | Mikivsuk Thomassen (Inuit Ataqatigiit) Suppleant: Hans Aronsen (Inuit Ataqatigiit)      | Mikivsuk Thomassen (Inuit Ataqatigiit) Suppleant: Hans Aronsen (Inuit Ataqatigiit)      | Mala Høy Kúko (Siumut) Suppleant: Karl Tobiassen (Siumut)                           | Mala Høy Kúko (Siumut) Suppleant: Karl Tobiassen (Siumut)                           | Mala Høy Kúko (Siumut) Suppleant: Karl Tobiassen (Siumut)                            |
| 4. Vizevorsitzender | Aqqalu Jerimiassen (Atassut) Suppleant: Sofia Geisler (Inuit Ataqatigiit)                | Aqqalu Jerimiassen (Atassut) Suppleant: Sofia Geisler (Inuit Ataqatigiit)                | Sofia Geisler (Inuit Ataqatigiit) Suppleant: Pipaluk Lynge-Rasmussen (Inuit Ataqatigiit)    | Aqqalu Jerimiassen (Atassut) Suppleant: Nivi Olsen (Demokraatit)                              | Aqqalu Jerimiassen (Atassut) Suppleant: Nivi Olsen (Demokraatit)                        | Aqqalu Jerimiassen (Atassut) Suppleant: Nivi Olsen (Demokraatit)                        | Emanuel Nûko (Naleraq) Suppleant: Pele Broberg (Naleraq)                            | Mette Ârĸê-Hammeken (Naleraq) Suppleant: Pele Broberg (Naleraq)                     | Aqqalu Jerimiassen (Atassut) Suppleant: Bentiaraq Ottosen (Atassut)                  |

## Abgeordnete
Es wurden folgende Personen gewählt. Personen, die derzeit nicht im Parlament vertreten sind, sind grau hinterlegt.
| Mitglied              | Geburtsjahr | Partei | Partei            | Anmerkung |
| --------------------- | ----------- | ------ | ----------------- | --- |
| Aqqaluaq B. Egede     | 1981        |        | Inuit Ataqatigiit | Minister in den Kabinetten Egede I und II                                                                                          |
| Múte B. Egede         | 1987        |        | Inuit Ataqatigiit | Regierungschef |
| Stine Egede           | 1964        |        | Inuit Ataqatigiit | beurlaubt ab dem 23. April 2021; ausgetreten am 26. September 2023                                                                 |
| Sofia Geisler         | 1963        |        | Inuit Ataqatigiit | ausgetreten am 15. Februar 2022 |
| Eqaluk Høegh          | 1991        |        | Inuit Ataqatigiit | Minister im Kabinett Egede I, zurückgetreten am 27. August 2021                                                                    |
| Kristian Jeremiassen  | 1981        |        | Inuit Ataqatigiit | |
| Mimi Karlsen          | 1957        |        | Inuit Ataqatigiit | Ministerin in den Kabinetten Egede I und II, zurückgetreten am 22. September 2023; Parlamentspräsidentin ab dem 22. September 2023 |
| Kalistat Lund         | 1959        |        | Inuit Ataqatigiit | Minister in den Kabinetten Egede I und II                                                                                          |
| Asii Chemnitz Narup   | 1954        |        | Inuit Ataqatigiit | Ministerin im Kabinett Egede I, zurückgetreten am 23. November 2021; ausgetreten am 23. September 2024                             |
| Naaja H. Nathanielsen | 1975        |        | Inuit Ataqatigiit | Ministerin in den Kabinetten Egede I und II                                                                                        |
| Peter Olsen           | 1961        |        | Inuit Ataqatigiit | Minister in den Kabinetten Egede I und II, zurückgetreten am 30. Mai 2023                                                          |
| Mariane Paviasen      | 1969        |        | Inuit Ataqatigiit | Ministerin im Kabinett Egede I |
| Qarsoq Høegh-Dam      | ?           |        | Siumut            | Sitz abgelehnt |
| Aslak Wilhelm Jensen  | 1975        |        | Siumut            | ausgetreten am 23. September 2022                                                                                                  |
| Doris J. Jensen       | 1978        |        | Siumut            | |
| Erik Jensen           | 1975        |        | Siumut            | Minister im Kabinett Egede II, Doppelmandat vom 23. September 2022 bis zum 19. April 2023 und ab dem 26. September 2023            |
| Kim Kielsen           | 1966        |        | Siumut            | Parlamentspräsident vom 6. April 2022 bis zum 22. September 2023; Minister im Kabinett Egede II ab dem 25. September 2023          |
| Mala Høy Kúko         | 1969        |        | Siumut            | |
| Vivian Motzfeldt      | 1972        |        | Siumut            | Ministerin im Kabinett Egede II |
| Anders Olsen          | 1971        |        | Siumut            | |
| Lars Poulsen          | 1984        |        | Siumut            | |
| Jess Svane            | 1959        |        | Siumut            | Minister im Kabinett Egede II |
| Pele Broberg          | 1972        |        | Naleraq           | Minister im Kabinett Egede I |
| Hans Enoksen          | 1956        |        | Naleraq           | Parlamentspräsident bis zum 6. April 2022                                                                                          |
| Jens Napaattooq       | 1966        |        | Naleraq           | |
| Emanuel Nûko          | 1992        |        | Naleraq           | ausgetreten am 23. April 2024 |
| Jens Frederik Nielsen | 1991        |        | Demokraatit       | |
| Nivi Olsen            | 1985        |        | Demokraatit       | |
| Anna Wangenheim       | 1982        |        | Demokraatit       | |
| Siverth K. Heilmann   | 1953        |        | Atassut           | ausgetreten am 28. Mai 2024 |
| Aqqalu Jerimiassen    | 1986        |        | Atassut           | |

Folgende Mitglieder der Inuit Ataqatigiit kamen als Nachrücker ins Parlament:
| Name                    | Geburtsjahr | 23. April 2021 – 27. August 2021 (8) | 27. August 2021 – 31. Dezember 2021 (8) | 1. Januar 2022 – 15. Februar 2022 (7) | 15. Februar 2022 – 21. März 2022 (8) | 21. März 2022 – 6. April 2022 (9) | 6. April 2022 – 24. Mai 2022 (8) | 24. Mai 2022 – 2. Juni 2022 (9) | 2. Juni 2022 – 23. September 2022 (8) | 23. September 2022 – 31. Mai 2023 (7) | 31. Mai 2023 – 22. September 2023 (6) | 22. September 2023 – 26. September 2023 (5) | 26. September 2023 – 17. November 2023 (6) | 17. November 2023 – 18. April 2024 (5) | 18. April 2024 – 8. Mai 2024 (6) | 8. Mai 2024 – 10. Mai 2024 (6) | 10. Mai 2024 – 28. Mai 2024 (7) | 28. Mai 2024 – 23. September 2024 (5) | 23. September 2024 – 22. November 2024 (7) | 22. November 2024 – 11. März 2024 (6) |
| ----------------------- | ----------- | ------------------------------------ | --------------------------------------- | ------------------------------------- | ------------------------------------ | --------------------------------- | -------------------------------- | ------------------------------- | ------------------------------------- | ------------------------------------- | ------------------------------------- | ------------------------------------------- | ------------------------------------------ | -------------------------------------- | -------------------------------- | ------------------------------ | ------------------------------- | ------------------------------------- | ------------------------------------------ | ------------------------------------- |
| Mikivsuk Thomassen      | 1980        | für Minister                         | für Minister                            | für Minister                          | für Sofia Geisler                    | für Sofia Geisler                 | für Sofia Geisler                | für Sofia Geisler               | für Sofia Geisler                     | für Sofia Geisler                     | für Sofia Geisler                     | für Sofia Geisler                           | für Sofia Geisler                          | für Sofia Geisler                      | für Sofia Geisler                | für Sofia Geisler              | für Sofia Geisler               | für Sofia Geisler                     | für Sofia Geisler                          | für Sofia Geisler                     |
| Hans Aronsen            | 1967        | für Minister                         | für Minister                            | für Minister                          | für Minister                         | für Minister                      | für Minister                     | für Minister                    | für Minister                          | für Minister                          | für Minister                          | für Minister                                | — (krankgeschrieben)                       | für Stine Egede                        | — (krankgeschrieben)             | — (ausgetreten)                | — (ausgetreten)                 | — (ausgetreten)                       | — (ausgetreten)                            | — (ausgetreten)                       |
| Charlotte Píke          | ?           | für Minister                         | für Minister                            | für Minister                          | für Minister                         | für Minister                      | für Minister                     | für Minister                    | für Minister                          | — (ausgetreten)                       | — (ausgetreten)                       | — (ausgetreten)                             | — (ausgetreten)                            | — (ausgetreten)                        | — (ausgetreten)                  | — (ausgetreten)                | — (ausgetreten)                 | — (ausgetreten)                       | — (ausgetreten)                            | — (ausgetreten)                       |
| Pipaluk Lynge-Rasmussen | 1984        | für Minister                         | für Minister                            | für Minister                          | für Minister                         | für Minister                      | für Minister                     | für Minister                    | für Minister                          | — (ausgetreten)                       | — (ausgetreten)                       | — (ausgetreten)                             | für Stine Egede                            | für Minister                           | für Stine Egede                  | für Stine Egede                | für Stine Egede                 | für Stine Egede                       | für Stine Egede                            | für Stine Egede                       |
| Knud Mathiassen         | 1987        | für Minister                         | für Minister                            | für Minister                          | für Minister                         | für Minister                      | für Minister                     | — (krankgeschrieben)            | für Minister                          | für Minister                          | für Minister                          | für Minister                                | für Minister                               | für Minister                           | für Minister                     | für Minister                   | für Minister                    | für Minister                          | für Asii Chemnitz Narup                    | für Asii Chemnitz Narup               |
| Harald Bianco           | 1954        | für Minister                         | für Minister                            | für Minister                          | für Minister                         | für Minister                      | für Minister                     | für Minister                    | für Minister                          | für Minister                          | für Minister                          | für Minister                                | für Minister                               | für Minister                           | für Minister                     | für Minister                   | für Minister                    | für Minister                          | — (ausgetreten)                            | — (ausgetreten)                       |
| Agathe Fontain          | 1951        | für Minister                         | für Stine Egede                         | für Stine Egede                       | für Minister                         | für Minister                      | für Stine Egede                  | für Minister                    | für Stine Egede                       | für Minister                          | für Minister                          | für Stine Egede                             | — (Minister)                               | — (Minister)                           | — (Minister)                     | — (Minister)                   | — (Minister)                    | — (Minister)                          | — (Minister)                               | — (Minister)                          |
| Mariia Simonsen         | 1954        | für Stine Egede                      | für Eqaluk Høegh                        | —                                     | für Stine Egede                      | für Stine Egede                   | für Asii Chemnitz Narup          | für Stine Egede                 | für Asii Chemnitz Narup               | für Minister                          | für Stine Egede                       | —                                           | für Minister                               | —                                      | —                                | —                              | —                               | —                                     | —                                          | —                                     |
| Adam Kristensen         | 1956        | —                                    | —                                       | —                                     | —                                    | für Asii Chemnitz Narup           | —                                | für Asii Chemnitz Narup         | —                                     | für Stine Egede                       | —                                     | —                                           | —                                          | —                                      | —                                | —                              | für Minister                    | für Minister                          | für Minister                               | für Minister                          |
| Bendt B. Kristiansen    | ?           | —                                    | —                                       | —                                     | —                                    | —                                 | —                                | —                               | —                                     | —                                     | —                                     | —                                           | —                                          | —                                      | —                                | —                              | —                               | —                                     | —                                          | —                                     |
| Edvard Nielsen Aronsen  | 1966        | —                                    | —                                       | —                                     | —                                    | —                                 | —                                | —                               | —                                     | —                                     | —                                     | —                                           | —                                          | —                                      | für Eqaluk Høegh                 | für Eqaluk Høegh               | für Eqaluk Høegh                | —                                     | für Minister                               | für Minister                          |
| Johan Lund Olsen        | 1958        | —                                    | —                                       | —                                     | —                                    | —                                 | —                                | für Kristian Jeremiassen        | —                                     | —                                     | —                                     | —                                           | —                                          | —                                      | —                                | —                              | —                               | —                                     | —                                          | —                                     |
| Juliane Enoksen         | 1970        | —                                    | —                                       | —                                     | —                                    | —                                 | —                                | —                               | —                                     | —                                     | —                                     | —                                           | —                                          | —                                      | —                                | —                              | —                               | —                                     | für Minister                               | für Minister                          |
| Marita Jessen           | 1991        | —                                    | —                                       | —                                     | —                                    | —                                 | —                                | —                               | —                                     | —                                     | —                                     | —                                           | —                                          | —                                      | —                                | —                              | für Mariane Paviasen            | —                                     | —                                          | —                                     |
| Sofus Hansen            | ?           | —                                    | —                                       | —                                     | —                                    | —                                 | —                                | —                               | —                                     | —                                     | —                                     | —                                           | —                                          | —                                      | —                                | —                              | —                               | —                                     | —                                          | —                                     |
| Lars Salik H. Kielsen   | 1997        | —                                    | —                                       | —                                     | —                                    | —                                 | —                                | —                               | —                                     | —                                     | —                                     | —                                           | —                                          | —                                      | —                                | —                              | —                               | —                                     | für Eqaluk Høegh                           | —                                     |

Knud Mathiassen wurde am 20. April 2023 aus der Partei ausgeschlossen. Er trat am 30. Januar 2024 der Naleraq bei.
Folgende Mitglieder der Siumut kamen als Nachrücker ins Parlament:
| Name                     | Geburtsjahr | 23. April 2021 – 24. September 2021 (1) | 24. September 2021 – 6. Oktober 2021 (2) | 6. Oktober 2021 – 30. November 2021 (2) | 1. Dezember 2021 – 6. April 2022 (1) | 6. April 2022 – 23. September 2022 (4) | 23. September 2022 – 8. November 2022 (4) | 8. November 2022 – 24. November 2022 (5) | 24. November 2022 – 19. April 2022 (4) | 19. April 2022 – 26. September 2023 (5) | 26. September 2023 – 11. März 2025 (5) |
| ------------------------ | ----------- | --------------------------------------- | ---------------------------------------- | --------------------------------------- | ------------------------------------ | -------------------------------------- | ----------------------------------------- | ---------------------------------------- | -------------------------------------- | --------------------------------------- | -------------------------------------- |
| Karl Tobiassen           | 1964        | für Qarsoq Høegh-Dam                    | für Qarsoq Høegh-Dam                     | für Qarsoq Høegh-Dam                    | für Qarsoq Høegh-Dam                 | — (Minister)                           | — (Minister)                              | — (Minister)                             | — (Minister)                           | — (Minister)                            | für Qarsoq Høegh-Dam                   |
| Karl Frederik Danielsen  | 1971        | —                                       | —                                        | —                                       | —                                    | —                                      | —                                         | —                                        | —                                      | —                                       | —                                      |
| Hans Erik Enoksen        | 1976        | —                                       | —                                        | —                                       | —                                    | —                                      | —                                         | —                                        | —                                      | —                                       | —                                      |
| Nikkulaat Jeremiassen    | 1961        | —                                       | für Kim Kielsen                          | — (ausgetreten)                         | — (ausgetreten)                      | — (ausgetreten)                        | — (ausgetreten)                           | — (ausgetreten)                          | — (ausgetreten)                        | — (ausgetreten)                         | — (ausgetreten)                        |
| Hans Peter Poulsen       | 1973        | —                                       | für Kim Kielsen                          | —                                       | für Qarsoq Høegh-Dam                 | für Qarsoq Høegh-Dam                   | für Qarsoq Høegh-Dam                      | für Qarsoq Høegh-Dam                     | für Qarsoq Høegh-Dam                   | — (Minister)                            |                                        |
| Jens Kristian Therkelsen | 1966        | —                                       | —                                        | —                                       | —                                    | für Minister                           | für Aslak Wilhelm Jensen                  | für Aslak Wilhelm Jensen                 | für Aslak Wilhelm Jensen               | für Aslak Wilhelm Jensen                | für Aslak Wilhelm Jensen               |
| Kuno Fencker             | 1974        | —                                       | —                                        | —                                       | —                                    | für Minister                           | für Minister                              | für Minister                             | für Minister                           | für Minister                            | für Minister                           |
| Dines Mikaelsen          | 1977        | —                                       | —                                        | —                                       | —                                    | für Minister                           | für Minister                              | für Minister                             | für Minister                           | für Minister                            | für Minister                           |
| Najaaraq Møller          | 1981        | —                                       | —                                        | —                                       | —                                    | —                                      | —                                         | für Mala Høy Kúko                        | —                                      | für Minister                            | für Minister                           |

Folgende Mitglieder der Naleraq kamen als Nachrücker ins Parlament:
| Name                | Geburtsjahr | 23. April 2021 – 3. Mai 2021 (1) | 3. Mai 2021 – xx. xxx 2021 (2) | xx. xxx 2021 – 27. September 2021 (1) | 27. September 2021 – 6. April 2022 (1) | 6. April 2022 – 5. Oktober 2022 (0) | 5. Oktober 2022 – 24. November 2022 (1) | 24. November 2022 – 3. Mai 2023 (0) | 3. Mai 2023 – 31. Mai 2023 (1) | 1. Juni 2023 – 23. April 2024 (0) | 23. April 2024 – 15. Oktober 2024 (1) | 15. Oktober 2024 – 22. November 2024 (1) | 22. November 2024 – 11. März 2024 (1) |
| ------------------- | ----------- | -------------------------------- | ------------------------------ | ------------------------------------- | -------------------------------------- | ----------------------------------- | --------------------------------------- | ----------------------------------- | ------------------------------ | --------------------------------- | ------------------------------------- | ---------------------------------------- | ------------------------------------- |
| Paneeraq Olsen      | 1958        | für Minister                     | für Minister                   | für Minister                          | — (Minister)                           | ―                                   | für Emanuel Nûko                        | ―                                   | für Hans Enoksen               | —                                 | —                                     | —                                        | —                                     |
| Mette Ârĸê-Hammeken | 1982        | —                                | für Jens Napaattooq            | —                                     | für Minister                           | —                                   | —                                       | —                                   | —                              | —                                 | für Emanuel Nûko                      | —                                        | für Emanuel Nûko                      |
| Hartmann Heilmann   | 1974        | —                                | —                              | —                                     | —                                      | —                                   | —                                       | —                                   | —                              | —                                 | —                                     | für Emanuel Nûko                         | —                                     |

Folgende Mitglieder der Demokraatit kamen als Nachrücker ins Parlament:
| Name                   | Geburtsjahr | 23. April 2021 – 14. April 2023 (0) | 14. April 2023 – Januar 2024 (1) | Januar 2024 – 11. März 2025 (0) |
| ---------------------- | ----------- | ----------------------------------- | -------------------------------- | ------------------------------- |
| Malene Vahl Rasmussen  | 1994        | —                                   | —                                | —                               |
| Justus Hansen          | 1968        | —                                   | —                                | —                               |
| Simigaq Heilmann       | 1990        | —                                   | —                                | —                               |
| Bjørk Lange Kristensen | 1989        | —                                   | für Anna Wangenheim              | —                               |

Folgende Mitglieder der Atassut kamen als Nachrücker ins Parlament:
| Name              | Geburtsjahr | 23. April 2021 – 22. September 2023 (0) | ab 22. September 2023 (1) |
| ----------------- | ----------- | --------------------------------------- | ------------------------- |
| Bentiaraq Ottosen | 1994        | —                                       | für Siverth K. Heilmann   |